# Hugo Winger
Hugo Gustav Adolf Winger, född 8 juni 1906 i Göteborg, död 29 juli 1977 i Halmstad, var en svensk arkitekt. 
Winger utexaminerades från Chalmers tekniska institut 1936. Han var anställd hos länsarkitekten i Västernorrlands län 1936, vid länsarkitektkontoret i Norrbottens län 1937, hos stadsarkitekten i Jönköpings stad 1938–1939, i Umeå stad 1940, i Halmstads stad 1941, hos Halmstads Fastighets AB 1942 och bedrev egen arkitektverksamhet i Halmstad från 1943.